# Veracruz (delstat)
Veracruz (officiellt Veracruz de Ignacio de la Llave, förr Veracruz-Llave) är en delstat i östra Mexiko och är belägen vid kusten mot Mexikanska golfen. Delstaten har 8 112 505 invånare (2007) på en yta av 71 699 km². Den administrativa huvudorten heter Xalapa och staden Veracruz är en av Mexikos viktigaste hamnstäder. Andra stora städer är Acayucan, Coatzacoalcos, Córdoba, Minatitlán, Orizaba och Poza Rica de Hidalgo. I västra delen av delstaten, på gränsen mellan Veracruz och Puebla, ligger Pico de Orizaba vilken är Mexikos högsta bergstopp med en höjd på 5 610 meter över havet.